# 陳禹謨 (萬曆舉人)
陳禹謨（1548年—1618年），字錫玄，號抱沖，南直隸常州府常熟縣人，明朝政治人物。

## 生平
刑部左侍郎陳瓚長子。萬曆十九年（1591年）辛卯科順天鄉試舉人，授获嘉县学教谕，轉國子監學正，累升兵部郎中、南京刑部郎中，四十年（1612年）迁四川按察司佥事、兵备叙马泸，四十四年（1616年）升云南布政使司参议，迁贵州布政使司右參议、分巡清都，四十五年（1617年）贵州巡抚张鹤鸣主持围剿麻哈、高寨、乐平、平定、两江恶苗，陈禹谟受命以监軍道领军征讨，攻破二十一个苗寨，所向克捷，其功甚伟。四十六年（1618年）振旅入贺，六月二十二日病卒于芜湖中途，年七十一，诏赠右参政、進階亚中大夫。著辑《骈志》、《说储》、《经言枝指》、《广滑稽志》、《补北堂书钞》等数百卷。
娶秦氏，继娶刘氏，皆赠宜人。秦氏生一女，嫁湖广行都司断事蒋国玞（蒋以忠子）。